# Star-Club

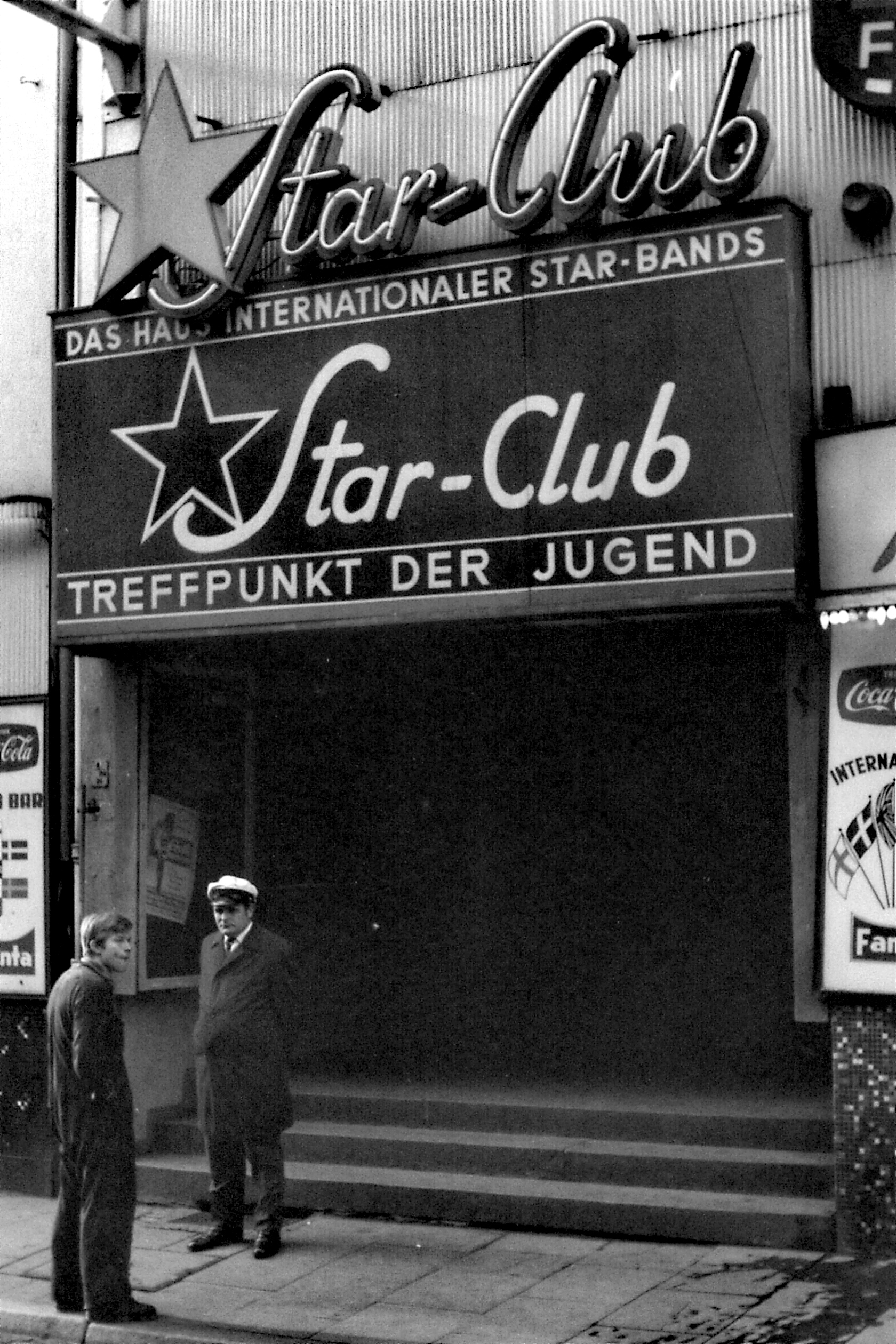
Eingang des Star-Clubs in der Großen Freiheit, Hamburg, ca. 1968

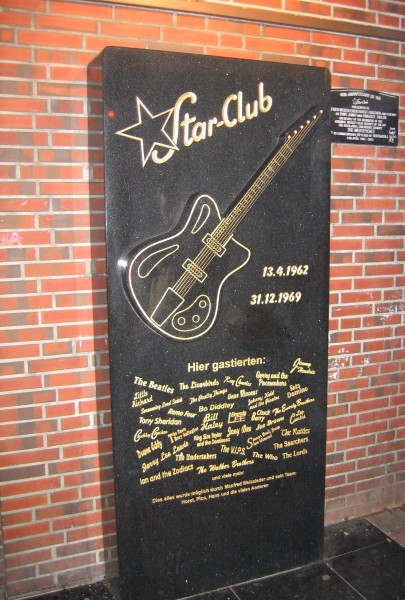
Der Star-Club-Gedenkstein im Hinterhof auf der Großen Freiheit

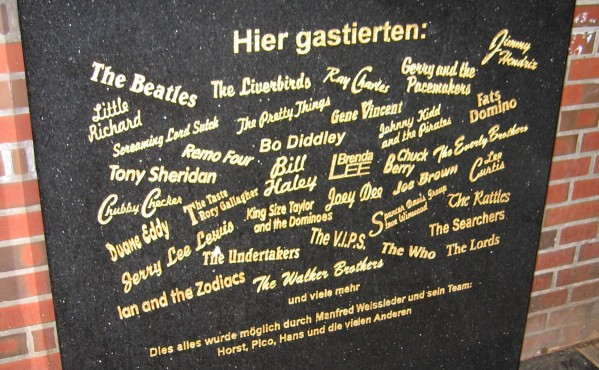
Die berühmteren Musikgruppen, die im Star-Club auftraten

Der Star-Club war ein Musikclub im Hamburger Stadtteil St. Pauli, der am 13. April 1962 eröffnet und am 31. Dezember 1969 geschlossen wurde. Die Adresse war Große Freiheit 39. Bekannt wurde der Club vor allem durch die Auftritte der Beatles, aber auch anderer bekannter Künstler.

## Geschichte
Vor der Gründung des Star-Clubs befand sich an dieser Adresse das von Manfred Weissleder betriebene Stern-Kino. Auf Vorschlag des Musikpromoters Horst Fascher wurde es zu einem Musikclub umgestaltet. Die Räume des Kinos einschließlich Eingang und Balkon wurden nur wenig umgebaut. Das Gebäude stand direkt neben dem Grundstück der barocken St.-Josephs-Kirche. Betrieben wurde der Star-Club vom Gründer Manfred Weissleder; Geschäftsführer war Hans Bunkenburg, danach Horst Fascher nach seiner Kellnertätigkeit.
In den sieben Jahren seines Bestehens gastierten viele bekannte Größen der Rockmusik im Star-Club. Danach zog das Erotik-Nachtlokal Salambo ein, das für Live-Sex-Darbietungen bekannt war. Das Gebäude, das nach einem Brand 1983 brachlag, wurde schließlich 1987 abgerissen. Heute erinnert eine Gedenktafel mit den Namen der Bands, die dort auftraten, an den ehemaligen Standort.
Im Club gastierten Künstler und Gruppen wie The Animals, The Searchers, The Liverbirds, Chris Andrews, Johnny Kidd & the Pirates, The Undertakers, Bill Haley, Chuck Berry, Little Richard, Jimi Hendrix, The Rivets, Screaming Lord Sutch, Gene Vincent, Gerry & the Pacemakers, Cream, Ray Charles, Fats Domino, The Remo Four, The Everly Brothers, Mino Reitano, Brenda Lee, Lee Curtis and the All-Stars, The Rattles, The Blizzards, Cisco and his Dynamites und Jerry Lee Lewis. Letzterer nahm dort 1964 sein Album Live at the Star-Club, Hamburg auf. Die jungen Scorpions gaben dort im September 1966 eines ihrer ersten Konzerte als Amateurband. Weltweite Berühmtheit erhielt der Star-Club vor allem durch die Gastspiele der Beatles, die dreimal in dem Club gastierten: Das erste siebenwöchige Gastspiel begann am 13. April 1962 und endete am 31. Mai 1962. Vom 1. bis zum 14. November 1962 gaben sie 28 Konzerte ihres zweiten Gastspiels. Das dritte Gastspiel dauerte vom 18. Dezember bis zum 31. Dezember 1962.
In einer ersten Phase (bis Juni 1964, als der Club wegen prügelnder Kellner von der Ordnungsbehörde geschlossen wurde und mit Hans Bunkenburg als neuem Geschäftsführer wieder eröffnete) traten allabendlich sieben Bands auf; jede spielte ein Konzert von einer Stunde. Zeitweise gab es auch gleichnamige Ableger in Berlin, Köln, Bielefeld, Bremen, Kiel, Flensburg, in denen dieselben Bands spielten. Bis Dezember 1965 warb eine eigene Zeitschrift Star Club News für die Konzerte. Im Februar 1969 begann die dritte Phase des Star-Club in Hamburg. Nun gestalteten Frank Dostal, Achim Reichel und Kuno Dreysse das Programm. In der Hauptsache spielten Prog-Rock-Bands wie The Nice, Spooky Tooth, Taste, Yes, Colosseum, East of Eden, Vanilla Fudge, The Gun, Steamhammer, Black Sabbath (noch als The Earth), aber auch The Easybeats, Richie Havens, Ohio Express, Bandwagon und The Tremeloes. Allerdings blieb werktags häufig das Publikum aus; die Gage der Groundhogs konnte nicht mehr bezahlt werden. Das letzte Konzert am Tag der Schließung, dem 31. Dezember 1969, gaben Hardin & York.
Günter Zint, der zwischen 1964 und 1969 auch als Fotograf im Club arbeitete, und sein St.-Pauli-Museum haben einen Gedenkstein auf dem früheren Star-Club-Gelände aufstellen lassen. Dieser Stein enthielt zunächst zwei Fehler: The Who sind nie im Star-Club aufgetreten, waren aber als Gäste im Club; der übereifrige Steinmetz hatte bei der Gestaltung des Steines seine Lieblingsgruppe mit eingraviert. Jimi Hendrix wurde auf der Stele als „Jimmy Hendrix“ aufgeführt. Diese beiden Fehler wurden mittlerweile beseitigt. So ist Jimi Hendrix nun in der richtigen Schreibweise vorzufinden, und anstatt The Who wurden The Rivets verewigt. Bei der stilisierten E-Gitarre, die vom Star-Club häufig als Ergänzung zum Logo abgebildet wurde (siehe Bild), handelt es sich um eine grafische Darstellung des Modells Saturn 63 des deutschen Gitarrenbauers Hopf, erstmals veröffentlicht im Jahr 1963.